# 南非排外骚乱
南非排外骚乱肇始于2008年5月12日。據報道，至5月25日共造成至少50人死亡，數百人受傷。另外還有17,000多名移民离开家園，被迫躲到警察局、教堂或各地臨時開辦的收容所。
骚乱首先起源于豪登省約翰內斯堡東北郊的亞歷山大鎮，當地的居民襲擊了來自莫桑比克、馬拉維和津巴布韋的移民，造成2人死亡和40人受傷。
暴力事件很快蔓延到鄰近的地區乃至整個豪登省。其中一個男人被暴徒焚燒致死。塔博·姆貝基總統下令出動軍隊，協助警方維持秩序，警方已經拘捕了涉嫌謀殺、試圖謀殺、強奸、搶劫等罪名的200多名暴徒。 在約翰內斯堡市中心，防暴警察使用催淚氣體和警棍鎮壓針對外國移民及其財產的暴力襲擊和搶掠。但是暴力事件還是蔓延到德班、開普敦等港口城市。

## 2015年的骚乱
2015年4月，南非最大城市约翰内斯堡受到排外骚乱的波及。据报，当地人哄抢外国人的财产，袭击一般移民，迫使数百名移民搬到全国各地的警察局。马拉维当局随后展开撤侨行动，其他国家的政府也宣布撤离本国公民。截至4月19日，至少6人在袭击中遇害，逾300人被捕。祖鲁王古德威尔·兹韦利蒂尼声称外国人应该“回到自己的国家”，而导致袭击进一步加剧，其本人因而被谴责。不过他本人辩解称自己的话被曲解了。

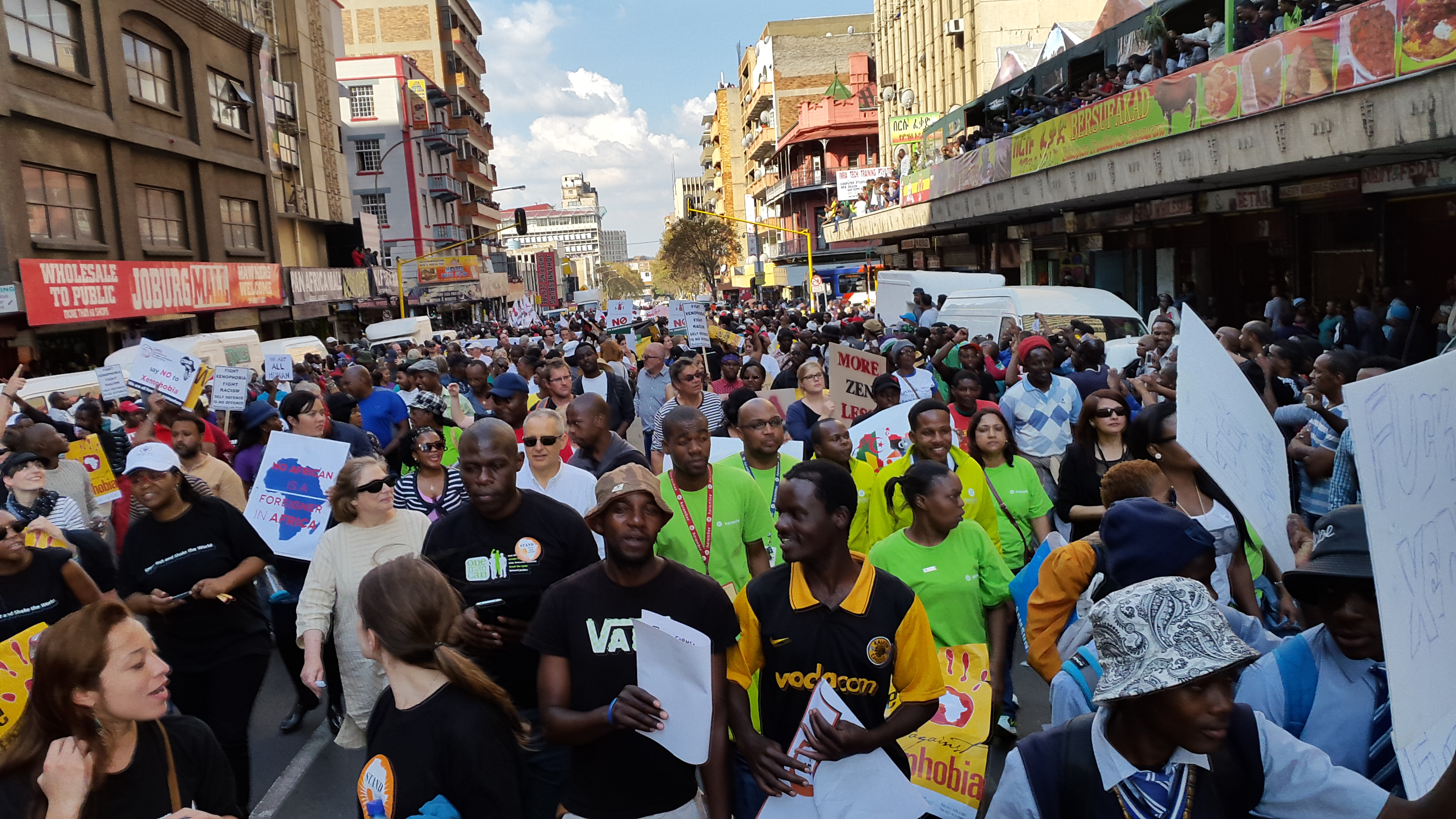
4月23日约翰内斯堡的反排外游行

4月23日，数千名示威者在约翰内斯堡市中心游行，抗议接连发生的针对移民的致命袭击。他们高唱谴责排外的歌曲，举着“我们都是非洲人”的标语。挤在阳台上的外来民工呼喊表達支持。

## 外部連結
- The Times - Special Report on Xenophobia